# Short Seamew
Самолет Short S.B.6 Seamew стал результатом требований Флота Великобритании, изложенных в спецификации M. 123D на простой противолодочный самолет для использования в плохих погодных условиях с небольших авианосцев.
Получил прозвище «верблюд среди скаковых лошадей».

## Проектирование и разработка
Short Seamew разрабатывался по спецификации Адмиралтейства M.123D для простого, легкого противолодочного самолета, способного самостоятельно действовать с любого из авианосцев Королевского флота в любых условиях, кроме самых плохих. Хотя Seamew был специально разработан для военно-морских операций, его можно было использовать с берега. Предполагалась возможность массового производства и эксплуатации Воздушным отделением Королевского военно-морского добровольческого резерва (RNVR). Эта спецификация была ответом на рост возможностей советских подводных сил после Второй мировой войны.
В 1953 году были заказаны три опытных образца самолета XA209, XA213 и XA21. Первый из них поднялся в воздух 23 августа 1953 года. Уже в первом полете самолет потерпел аварию. В результате все три самолета подверглись глубокой модернизации. Самолет показал себя трудным в управлении, и, несмотря на множество усовершенствований, эту проблему полностью решить не удалось.
Четвёртый прототип Seamew (XE175) Рансимен совершил серию коммерческих поездок в 1956 году: в Италию (март), Югославию (апрель) и Западную Германию (май). Именно на этом самолёте Рансимен погиб во время авиашоу в Сиденхэме (Белфаст) 9 июня 1956 года, когда он пытался выполнить петлю. В то время ходили слухи о том, что причиной катастрофы стала неисправность какого-либо компонента, но комиссия по расследованию этих инцидентов их не подтвердила.
MR Mark 2, предназначенный для Берегового командования, был во всех отношениях аналогичен AS Mk 1, за исключением того, что он был оптимизирован для использования на суше с наспех подготовленных взлётно-посадочных полос. Корабельное оборудование было снято, хотя ручное складывание крыльев сохранилось. MR Mk 2 был немного тяжелее корабельной версии, имел увеличенные шины низкого давления и мог нести большую боевую нагрузку.

## Эксплуатация

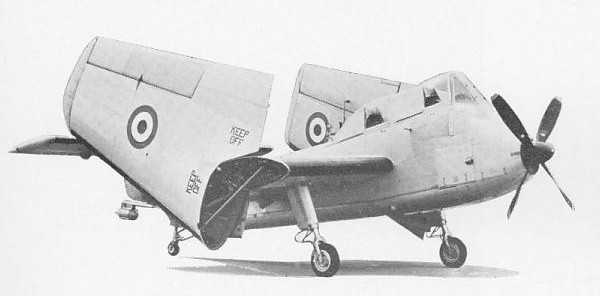
Seamew со сложенными крыльями

Заказ на 60 самолетов был размещен в феврале 1955 года (разделенный поровну между FAA и RAF), при этом Seamew XA213 успешно завершил испытания на авианосце HMS Bulwark в июле и декабре 1955 года. Летные испытания двух Seamew в составе 700-й эскадрильи морской авиации были проведены в ноябре 1956 года и включали испытания катапульт и около 200 взлетов и посадок на HMS Warrior .
Королевские ВВС потеряли интерес после того, как было построено четыре Mk 2, три из которых были преобразованы в стандарт AS1 ; четвертый (XE175) летал сержант У. «Уолли» Дж. Рансимен в серии торговых поездок в 1956 году в Италию (март), Югославию (апрель) и Западную Германию (май).
Тем временем FAA приняло решение заменить RNVR Avenger на Seamew, но к моменту расформирования эскадрилий RNVR в марте 1957 года в соответствии с « Белой книгой по обороне» 1957 года было принято на вооружение только четыре самолёта, прежде чем им были выделены Seamew. Семь самолётов, в конечном итоге поставленных FAA, были утилизированы на базе RNAS Lossiemouth, а остальные 11, полностью готовые и ожидающие поставки, были утилизированы в Сиденхэме. Последний сохранившийся Seamew, XE180 , который был приобретён Shorts 31 августа 1959 года для наземного обучения в её школе подготовки учеников, был утилизирован в 1967 году.